# Хартни (Манитоба)
Хартни (енгл. Hartney) је малена варош на крајњем југозападном делу канадске провинције Манитоба у оквирима статистичко-географске регије Вестман. Варош лежи на обалама реке Сурис на око 80 км југозападно од административног центра регије града Брандона и на око 275 км од административног центра провинције Винипега. Варошица је уједно и седиште руралне општине Камерон.
Насеље које је основано 1882. захваљујући ширењу железнице име је добило по локалном трговцу и политичару Џејмсу Хартнију.
Према резутатима пописа становништва из 2011. у варошици је живело свега 415 становника у укупно 202 домаћинства, што је за скромних 3,8% више у односу на 400 житеља колико је регистровано приликом пописа 2006. године.

## Становништво
| 2011. |
| ----- |
| 415   |